# Vescovo di Hereford
Il vescovo di Hereford è uno dei personaggi appartenenti alla leggenda di Robin Hood; tipicamente raffigurato come un ecclesiastico ricco ed avido. Catturato e derubato più volte dalla banda di Robin, egli è un alleato dello Sceriffo di Nottingham favorevole a Giovanni Senzaterra.

## Storia
La figura del monsignore avversario di Robin appare per la prima volta col suo nome nella ballata Robin Hood and the Bishop of Hereford, la numero 144 delle Child Ballads. Qui Robin e alcuni dei suoi compagni, travestiti da pastori, si danno al bracconaggio in una zona del bosco dove sta passando il vescovo; questi, veduto il cervo appena catturato, li minaccia di portarli in giudizio di fronte al re Riccardo I d'Inghilterra, rifiutando ripetutamente di concedere loro il perdono.
Allora, chiamata in soccorso la sua allegra brigata, Robin fa catturare il vescovo e lo costringe ad indire per loro una festa, al termine della quale dovrà cantar messa per tutti loro. Quest'opera è direttamente collegata alla precedente, la numero 143 intitolata Robin Hood and the Bishop, che raffigura un vescovo non identificato ma che si conclude in maniera quasi identica.
Entrambe le ballate sono varianti della numero 117, A Gest of Robyn Hode, in cui Robin deruba un monaco. Il vescovo di Hereford appare poi nella successiva ballata 145, Robin Hood and Queen Katherine, in cui il monsignore si rifiuta di scommettere su Robin in una gara di tiro con l'arco.
Lo studioso S. Knight osserva che vi sono più vescovi storici di Hereford ad esser stati proposti nel tempo come modelli per il personaggio delle ballate: ad esempio Adam Orleton, vescovo dal 1317 al 1327, antagonista di Edoardo II d'Inghilterra e che divenne successivamente molto impopolare.
Altri possibili candidati sono Pietro di Aigueblanche, vescovo di Hereford da 1240 al 1268, ed William de Vere.

## Altri media

### Letteratura
Compare come personaggio secondario nei due romanzi di Alexandre Dumas intitolati Robin Hood. Il principe dei ladri e Robin Hood il proscritto.

## Televisione
Il vescovo di Hereford (doppiato in originale da Yutaka Shimaka e in italiano da Maurizio Scattorin) compare come antagonista secondario nell'anime del 1990 Robin Hood prodotto da Tatsunoko e MondoTV, rappresentato come un avido ecclesiastico, vecchio, grasso e di bassa statura che vuole adottare come propria figlioccia (moglie nella versione originale) la giovane Marian per poter entrar in possesso delle ricchezze di famiglia.